# Halowe Mistrzostwa Europy w Lekkoatletyce 1979 – bieg na 400 m kobiet
Bieg na 400 metrów kobiet – jedna z konkurencji biegowych rozgrywanych podczas halowych lekkoatletycznych mistrzostw Europy w hali Ferry-Dusika-Hallenstadion w Wiedniu. Eliminacje zostały rozegrane 24 lutego, a bieg finałowy 25 lutego 1979. Zwyciężyła reprezentantka Wielkiej Brytanii Verona Elder, która była już mistrzynią na tym dystansie w 1973 i 1975. Tytułu zdobytego na poprzednich mistrzostwach nie broniła Marina Sidorowa ze Związku Radzieckiego.

## Rezultaty

### Eliminacje
Rozegrano 2 biegi eliminacyjne, do których przystąpiło 8 biegaczek. Awans do finału dawało zajęcie jednego z pierwszych dwóch miejsc w swoim biegu (Q).
Opracowano na podstawie materiału źródłowego.
Bieg 1
| Miejsce | Zawodniczka          | Czas  | Uwagi |
| ------- | -------------------- | ----- | ----- |
| 1       | Barbara Krug         | 53,07 | Q     |
| 2       | Verona Elder         | 53,11 | Q     |
| 3       | Véronique Grandrieux | 53,28 |       |
| 4       | Marija Kulczunowa    | 53,49 |       |

Bieg 2
| Miejsce | Zawodniczka           | Czas  | Uwagi |
| ------- | --------------------- | ----- | ----- |
| 1       | Jarmila Kratochvílová | 52,44 | Q     |
| 2       | Karoline Käfer        | 52,88 | Q     |
| 3       | Brigitte Köhn         | 53,23 |       |
| 4       | Barbro Ahonen         | 54,19 |       |

### Finał
Opracowano na podstawie materiału źródłowego.
| Miejsce | Zawodniczka           | Czas  | Uwagi |
| ------- | --------------------- | ----- | ----- |
| 1       | Verona Elder          | 51,80 |       |
| 2       | Jarmila Kratochvílová | 51,81 |       |
| 3       | Karoline Käfer        | 51,90 | NR    |
| 4       | Barbara Krug          | 52,36 |       |